# Ballet Nacional de Holanda
El Ballet Nacional de Holanda (en neerlandés: Het Nationale Ballet) es la compañía de ballet oficial y más grande de Holanda.

## Historia
El Ballet Nacional Holandés se formó en 1961 cuando se fusionaron el Ballet de Ámsterdam y el Ballet Holandés. La compañía ha sido dirigida por Sonia Gaskell (1961-1969), Rudi van Dantzig (1969-1991), Wayne Eagling (1991-2003) y actualmente la dirige Ted Brandsen. Atrae a numerosos artistas internacionales.
La compañía tiene su sede en la Ópera y Ballet Nacional de Holanda (antes conocida como Het Muziektheater) de Ámsterdam desde 1986. Es una invitada habitual en los principales festivales de toda Europa, como el Festival de Edimburgo. La compañía apuesta por la nueva coreografía e interpreta obras de coreógrafos residentes actuales y pasados: Rudi van Dantzig, Toer van Schayk, Hans van Manen, Maguy Marin y Édouard Lock.
El 13 de septiembre de 2011, la compañía celebró su 50 aniversario con un espectáculo de gala en presencia de la reina Beatriz.

## Bailarines
El Ballet Nacional de Holanda emplea aproximadamente a 90 bailarines. A continuación encontrará una lista de los principales, solistas, grand sujets y corifeos.

### Principales
- Constantine Allen
- Jakob Feyferlik
- Young Gyu Choi
- Qian Liu
- Maia Makhateli
- Vito Mazzeo
- Anna Ol
- Artur Shesterikov
- Olga Smirnova[3][4]
- James Stout
- Anna Tsygankova
- Semyon Velichko
- Riho Sakamoto
- Jessica Xuan

### Solistas
- Victor Caixeta[3]
- Naira Agvanean
- Floor Eimers
- Suzanna Kaic
- Martin ten Kortenaar
- Salome Leverashvili
- Timothy van Poucke
- Maria Chugai
- Nina Tonoli
- Jingjing Mao
- Edo Wijnen
- Jared Wright
- Sho Yamada
- Yuanyuan Zhang

### Grand sujets
- Chloë Réveillon
- Elisabeth Tonev
- Erica Horwood
- Connie Vowles
- Joseph Massarelli
- Giorgi Potskhishvili
- Daniel Montero Real
- Daniel Robert Silva
- Sem Sjouke
- Jan Spunda

### Corifeos
- Luiza Bertho
- Nathan Brhane
- Nancy Burer
- Khayla Fitzpatrick
- Hannah de Klein
- Kira Hilli
- Rémy Catalan
- Wendeline Wijkstra
- Davi Ramos
- Conor Walmsley